# (21816) 1999 TE31
A (21816) 1999 TE31 a Naprendszer kisbolygóövében található aszteroida. A LINEAR projekt keretében fedezték fel 1999. október 4-én.